# Resplendor (ort)
Resplendor är en ort i Brasilien.   Den ligger i kommunen Resplendor och delstaten Minas Gerais, i den sydöstra delen av landet, 800 km sydost om huvudstaden Brasília. Resplendor ligger 99 meter över havet och antalet invånare är 15 131.
Terrängen runt Resplendor är huvudsakligen kuperad, men åt nordost är den platt. Resplendor ligger nere i en dal. Det finns inga andra samhällen i närheten.
Omgivningarna runt Resplendor är huvudsakligen savann. Runt Resplendor är det ganska glesbefolkat, med 47 invånare per kvadratkilometer.